# Podmornica klase Nagapasa
Klasa Nagapasa nadograđena je varijanta klase Jang Bogo, također poznata kao poboljšani Chang Bogo. Plovila su izgradili južnokorejski Daewoo Shipbuilding &amp; Marine Engineering (DMSE) i indonezijski PT PAL. Od 2021. planirano je šest brodova koji su podijeljeni u dvije serije. Serija 1 sastoji se od tri broda i svi su već isporučeni. Serija 2 također se sastoji od tri broda koji su u ranoj fazi razvoja. Klasa je dobila ime po oružju Nagapasha, mitskom oružju. 

## Razvoj
U prosincu 2011. DSME je dobio ugovor za izgradnju tri podmornice Chang Bogo od 1400 tona za Indoneziju po cijeni od 1,07 milijardi dolara. Izgradnja podmornica započela je u siječnju 2012. za isporuku do 2015. i 2016., a za puštanje u pogon u prvoj polovici 2018. Opremljeni su torpedima i navođenim projektilima. Podmornice su opisane kao originalni korejski model, veći i napredniji od obnovljenog indonezijskog tipa 209/1300. U početku su ponuđene podmornice trebale biti u službi mornarice Republike Koreje. Prodaja se obavila bez sudjelovanja njemačkih tvrtki. Južna Koreja bila je jedina zemlja izvan Njemačke koja je samostalno nudila podmornicu tipa 209 na prodaju. Indoneziji su također ponuđene dvije licencno izgrađene podmornice tipa 209 koje je proizvela grupa turskih (SSM - Podtajništvo za obrambenu industriju) i njemačkih tvrtki (HDW/ThyssenKrupp), posao je navodno bio vrijedan milijardu dolara. SSM je također nudio najam podmornica tipa 209 dok nove podmornice ne budu dovršene. Ponuda je u međuvremenu zamijenjena DSME ugovorom o podmornici. Početkom 2012., korejska obrambena tvrtka LIG Nex1 izložila je svoj najnoviji paket autohtono razvijenih podmorničkih senzora, podmorničkih borbenih sustava i teških torpeda i žicom vođenih torpeda za potencijalnu upotrebu od strane podmorničkih snaga Indonezijske mornarice. Ove podmornice opremljene su Wartsila ELAC LOPAS Sonarom i nizovima bočnih sonara, Indrinim Pegaso RESM sustavom i Ariesovim radarom, L3 MAPPS integriranim sustavima upravljanja platformom i Safranovom inercijskom Sigma 40XP navigacijskim sustavom.
Južna Koreja je 2019. potpisala još jedan ugovor vrijedan 1,02 milijarde američkih dolara za prodaju triju podmornica od 1400 tona Indoneziji i to će biti podržano kroz ugovor o zajmu.

## Operativna povijest
KRI Nagapasa je pušten u rad od strane indonezijskog ministra obrane Ryamizarda Ryacudua u Južnoj Koreji 2. kolovoza 2017. Nakon toga podmornica je uplovila u Surabayu, gdje ju je 28. kolovoza 2017. primio načelnik stožera mornarice Ade Supandi. Ime joj se temelji na Nagapashi, mitskom oružju u Ramayani. Nagapasa je tada dodijeljen Istočnom zapovjedništvu indonezijske mornarice (Koarmatim).
KRI Ardadedali isporučen je i pušten u rad na ceremoniji u DSME-ovom brodogradilištu u Okpou, Geoje 25. travnja 2018., prije nego što je otplovio u svoju bazu u Surabayi. Bila je pridružena Drugom zapovjedništvu flote indonezijske mornarice, sa sjedištem u Surabayi. Njezino ime Ardadedali temelji se na strijeli koju je posjedovao Arjuna u epu Mahabharata.
KRI Alugoro isporučen je mornarici 17. ožujka 2021. i pušten u službu na ceremoniji u pomorskoj bazi u Ranaiju, otok Natuna 6. travnja 2021. Dodijeljena je Zapovjedništvu 2. flote mornarice. Ime joj se temelji na gadi Baladewe u epu Mahabharata.